# アルジェ級防護巡洋艦
| アルジェ級防護巡洋艦                   | アルジェ級防護巡洋艦 |
| -------------------------------------- | --- |
| 写真はジャン・バール                   | |
| 艦級概観                               | |
| 艦種                                   | 防護巡洋艦 |
| 艦名                                   | |
| 前級                                   | リノワ級 |
| 次級                                   | フリアン級 |
| 性能諸元（データはネームシップのもの） | |
| 排水量                                 | 常備：4,313トン （イスリーは4,406トン ジャン・バールは4,044トン） |
| 全長                                   | 105.0m |
| 全幅                                   | 12.98m |
| 吃水                                   | 6.1～6.45m（満載時） |
| 機関                                   | ベルヴィール式石炭専焼水管缶24基 （イスリーとジャン・バール：石炭専焼円缶8基） +直立型（ジャン・バールのみ横置型）三段膨張式レシプロ機関2基2軸 （1903年のジャン・バール：ニクローズ式石炭専焼水管缶8基+横置型三段膨張式レシプロ機関2基2軸） |
| 最大出力                               | 8,000hp （1903年のジャン・バール：10,000hp） |
| 最大速力                               | 19～19.5ノット （1903年のジャン・バール：20.0ノット） |
| 航続距離                               | 10ノット/4,000海里 |
| 燃料                                   | 石炭：860トン |
| 乗員                                   | 387～405名 |
| 兵装                                   | 16cm（28口径）単装速射砲4基 14cm（30口径）単装速射砲6基 6.5cm単装速射砲2基 オチキス Model 1885 47mm機砲8～10基 オチキス Model 1885 37mm機砲2基 37mm回転式機関砲8～10基 35.6cm魚雷発射管単装5基                                              |
| 装甲                                   | 甲板：50mm(水平面）、100mm(傾斜部) 砲盾：50mm 司令塔：50～100mm |

アルジェ級防護巡洋艦 （アルジェきゅうぼうごじゅんようかんProtected cruisers Alger class） はフランスが建造した防護巡洋艦である。フランス海軍での類別は一等巡洋艦。

## 概要
本級は当時の海相オーブにより外洋での通商破壊戦を主任務とする防護巡洋艦として建造された。

## 艦形について
船体形状は当時、フランス海軍が主力艦から軽艦艇に至るまで主に導入していたタンブル・ホーム型船体である。これは、水線部から上の構造を複雑な曲線を用いて引き絞り、船体重量を軽減できる船体方式で、他国では帝政ロシア海軍やドイツ海軍、アメリカ海軍の前弩級戦艦や巡洋艦にも採用された。外見上の特徴として水線下部の艦首・艦尾は著しく突出し、かつ舷側甲板よりも水線部装甲の部分が突出すると言った特徴的な形状をしている。このため、水線下から甲板に上るに従って船体は引き絞られ甲板面積は小さくなっている。これは、備砲の射界を船体で狭められずに広い射界を得られる。
本艦の船体形状は前級と同じく乾舷の高い艦首から低い艦尾までなだらかに傾斜する平甲板型船体である。水面部が突出した艦首から艦首甲板に14cm（30口径）単装速射砲が1基、基部に司令塔と艦橋を持つ三段の見張り所を持つミリタリーマストが1本立つ。本艦のミリタリーマストは中央部見張り台に4.7cm機関砲が前後左右に1基ずつ計4基。その背後に2本の煙突の間にはキセル型の通風筒が立っている。2本煙突の周囲は艦載艇置き場となっており、片舷2本ずつを1組として計3組のボート・ダビットにより運用された。後部甲板には後部ミリタリー・マストと14cm単装速射砲が後ろ向きに1基である。
主砲の16cm単装速射砲は船体中央部の2箇所に設けられた張り出し部にケースメイト（砲郭）配置で片舷2基ずつ計4基4問が配置された。この武装配置により首尾線方向に最大16cm砲2門・14cm砲1門、左右方向に最大16cm砲2門、14cm砲2門が指向出来た。

## 同型艦
- アルジェ (Alger)
- イスリー (Isly)
- ジャン・バール (Jean Bart)

## 参考図書
- 「Conway All The World's Fightingships 1860-1905」（Conway）
- 「Conway All The World's Fightingships 1906-1922」（Conway）
- 「世界の艦船増刊第50集　フランス巡洋艦史」(海人社)